# دانشگاه آلاباما در برمینگم
دانشگاه آلاباما در برمینگم (به انگلیسی: University of Alabama at Birmingham) یک دانشگاه تحقیقاتی دولتی در برمینگم واقع در ایالت آلاباما آمریکا است که در سال ۱۹۶۹ میلادی تأسیس شده‌است.
این دانشگاه در رشته‌های علوم پزشکی حائز رتبه‌های بالایی می‌باشد. در رتبه‌بندی مجله یواِس نیوز در سال ۲۰۰۹ در زمره ۳۰ دانشگاه برتر آمریکا بود.

## رنکینگ
در رتبه‌بندی مؤسسه تایمز در سال ۲۰۲۰ این دانشگاه رتبه ۱۷۲ را در بین دانشگاه‌های جهان از آن خود کرده‌است.

## دانشکده‌ها
دانشکده‌های دانشگاه آلاباما در برمینگم شامل:

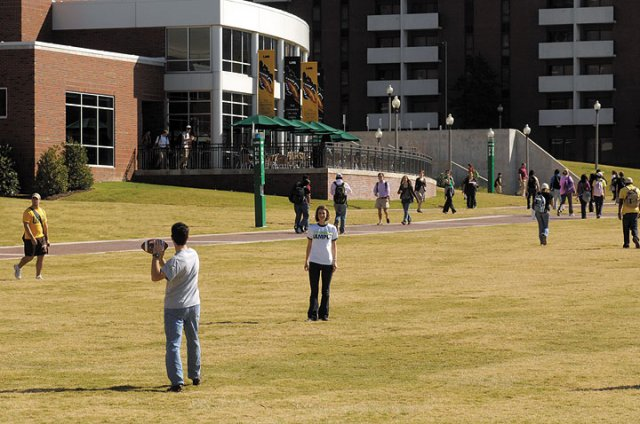
نمایی از دانشگاه

- دانشکده علوم و هنر
- دانشکده کسب و کار
- دانشکده دندانپزشکی
- دانشکده آموزش
- دانشکده مهندسی
- دانشکده بهداشت حرفه‌ای
- دانشکده پزشکی
- دانشکده پرستاری
- دانشکده سلامت عمومی
- دانشکده بینایی‌سنجی